# Межконтинентальное дерби
Межконтинента́льное де́рби (тур. Kıtalararası Derbi) — название любого футбольного матча между «Галатасараем» и «Фенербахче» (две основные турецкие команды из европейской и азиатской частей Стамбула, соответственно). Это противостояние также известно как Вечное соперничество или дерби континентов(частей света) (тур. Ezelî Rekabet). Оба соперника также являются самыми успешными клубами в истории турецкого футбола. Это дерби существует уже более века и превратилось в одно из самых ярких, непримиримых и зачастую ожесточённых дерби в мире, традиционно привлекающее большое количество зрителей и почти равную поддержку обеих команд по всей стране. В сентябре 2009 года британская Daily Mail поставила дерби «Фенербахче — Галатасарай» на второе место среди десяти величайших футбольных противостояний всех времён.

## История

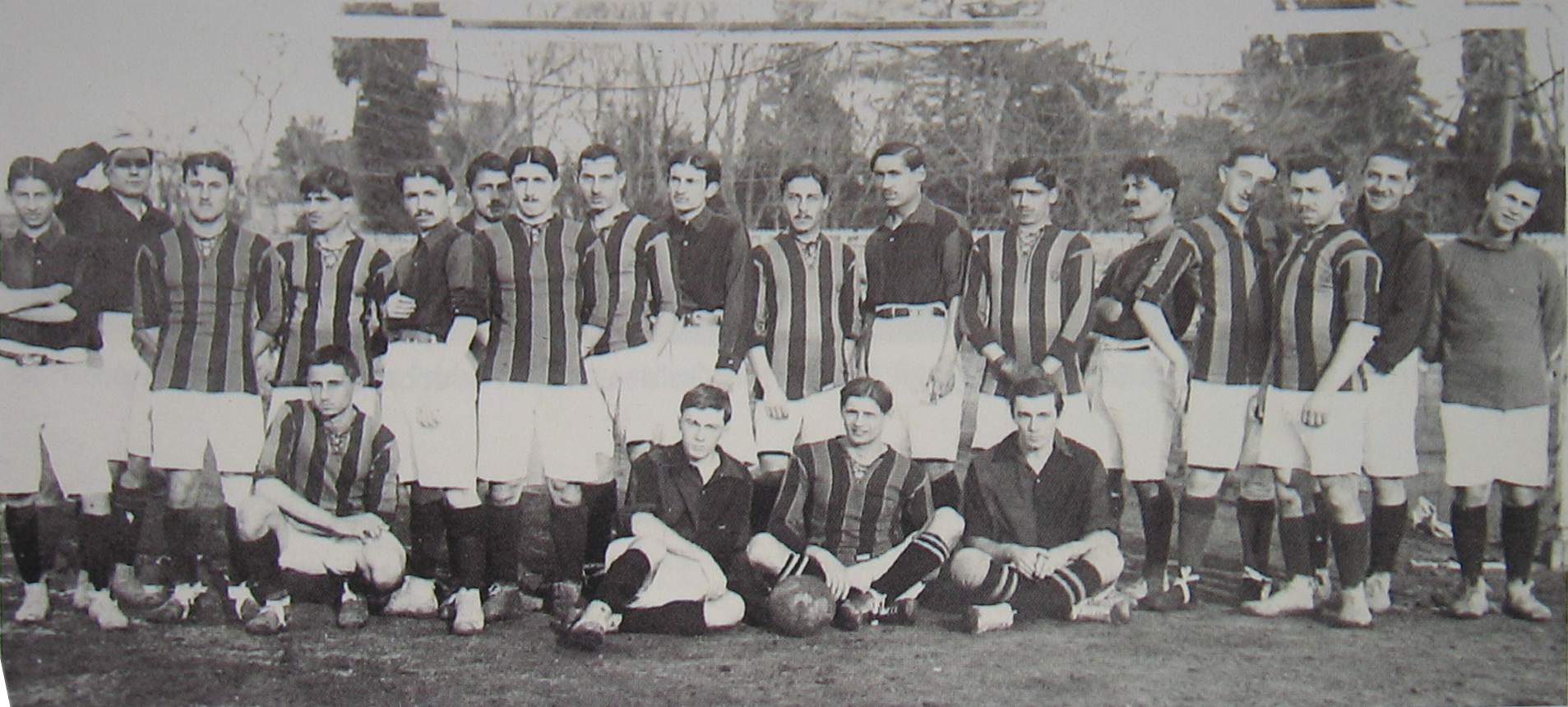
«Фенербахче» и «Галатасарай» в сезоне 1913/14.

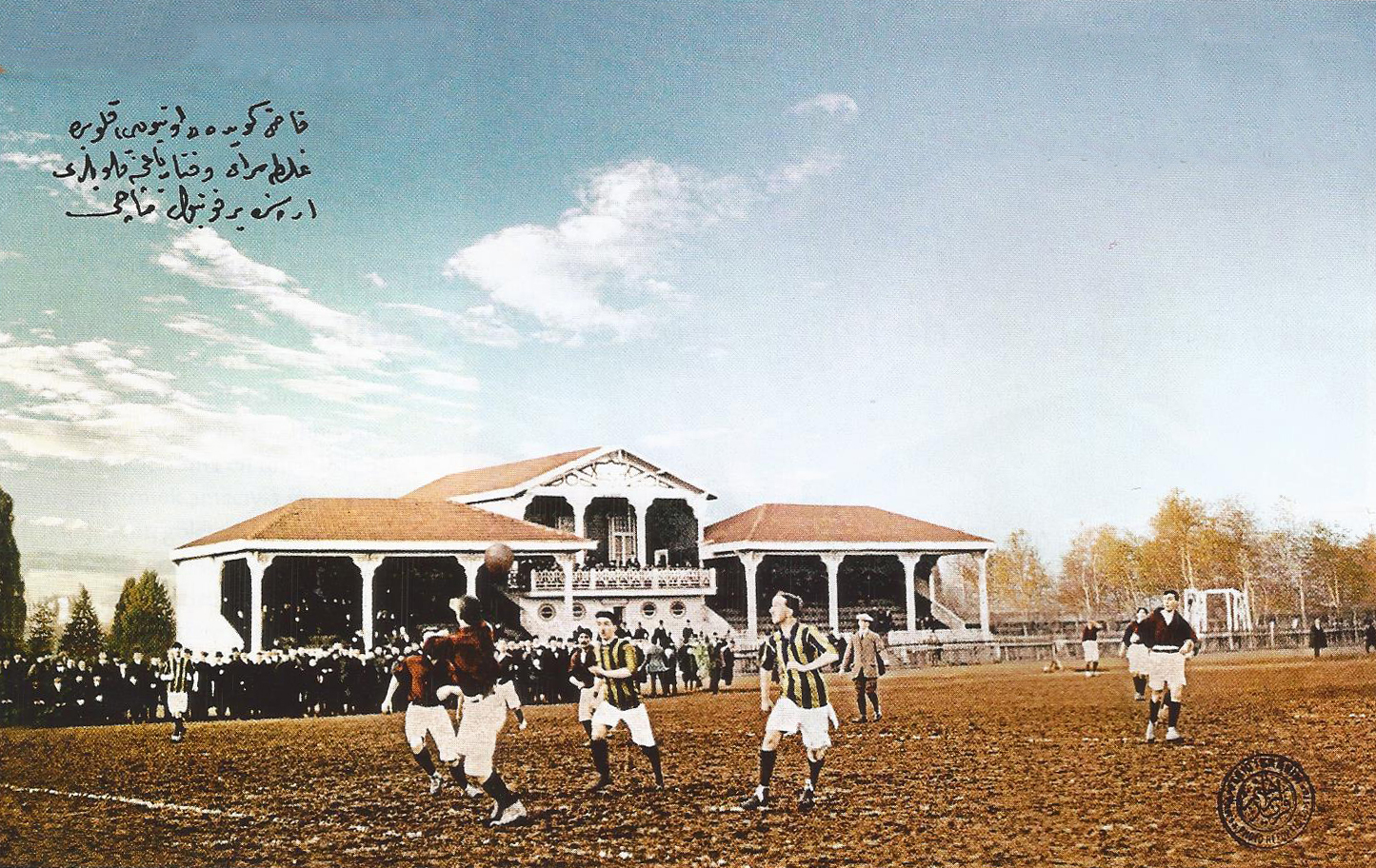
Матч команд на поле Унион Клуб в сезоне 1913/14.

Первая игра между двумя командами была товарищеской, прошедшей в воскресенье, 17 января 1909 года. Матч, проходивший на поле Папазын Чайыры, на месте нынешнего стадиона Фенербахче Шюкрю Сараджоглу, закончился со счётом 2:0 в пользу «Галатасарая». «Фенербахче» же одержал первую победу над «Галатасараем» на четвёртой игровой неделе Стамбульской футбольной лиги в воскресение, 4 января 1914 года, со счётом 4:2.
21 сентября 2003 года два клуба провели матч в рамках турецкой Суперлиги с рекордной посещаемостью в истории их противостояния. Игру, которая закончилась вничью (2:2), посетило 71 334 человека. Самая крупная победа в дерби была одержана «Галатасараем» со счётом 7:0. Эта игра была проведена 12 февраля 1911 года в рамках шестой недели Стамбульской футбольной лиги 1910/1911. Самая же крупная победа «Фенербахче» была зафиксирована 6 ноября 2002 года, когда «Галатасарай» был разгромлен со счётом 0:6, при этом «Фенербахче» четыре гола забил, будучи в меньшинстве.

## «Тюрккулюбю»: идея объединения «Галатасарая» и «Фенербахче»

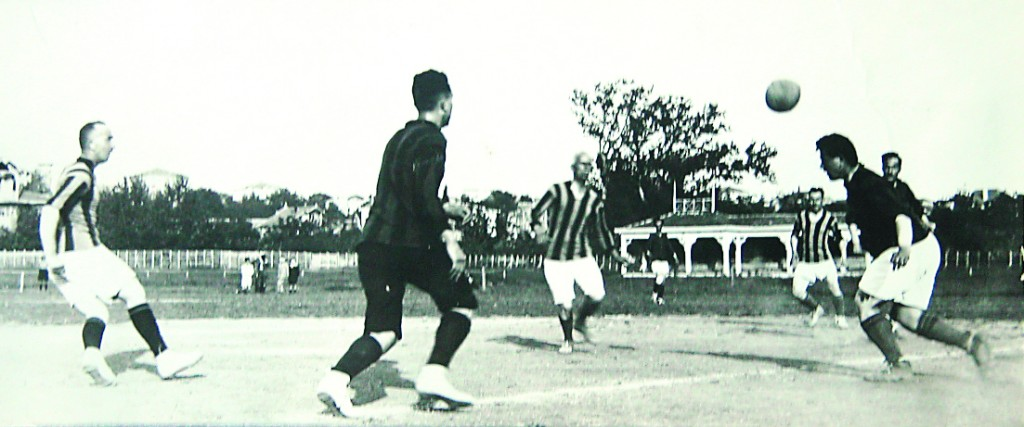
Матч между ветеранами клубов в 1923 году.

Первые игры лиги в Турции состоялись в Стамбуле в 1904 году. Первоначально эта лига называлась Стамбульской футбольной лигой. В ней участвовали команды «Кади-Кёй», «Мода», «Элпис» «ХМС Имогене». Они состояли из представителей английского, греческого и армянского меньшинств, проживающих в Турции. «Галатасарай» присоединился к лиге в сезоне 1906/07, а «Фенербахче» — в сезоне 1909/10. «Галатасарай» не участвовал в лиге в сезоне 1911/12 и предложил «Фенербахче» в аренду своих футболистов Эмина Бюлента Сердароглу, Джелала Ибрахима и двух других на матч против команды «Страгглерс». «Фенербахче» не принял это предложение. В 1912 году президент «Галатасарая» Али Сами Ен и президент «Фенербахче» Галип Кулаксызоглу провели совещание, составили протокол и договорились сформировать сильную турецкую команду против нетурецких команд в лиге. В соответствии с этим соглашением новый клуб должен был называться «Тюрккулюбю» (тур. Türkkulübü), его форма должна была полностью белой с красной звездой. Кроме того, они согласились создать музей. 23 августа 1912 года они подали петицию в Османскую секцию Международного олимпийского комитета. Из-за Балканских войн в 1913 году, это объединение так и не состоялось.